# سارا ناكاياما
سارا ناكاياما (باليابانية: 中山 さら) مواليد 29 يناير 1974، هي مؤدية أصوات يابانية.

## أعمال

### أنمي
- ون بيس
- كآبة هاروهي سوزوميا
- تابل وذئب

## وصلات خارجية
- سارا ناكاياما على موقع IMDb (الإنجليزية)
- سارا ناكاياما على موقع قاعدة بيانات الفيلم (الإنجليزية)
- سارا ناكاياما على موقع كينوبويسك (الروسية)
- سارا ناكاياما على موقع ANN person (الإنجليزية)